# Chiche Duhalde
Hilda Beatriz González de Duhalde, conocida como Chiche Duhalde (Lomas de Zamora, 14 de octubre de 1946) es una política y docente argentina, ex primera dama, exsenadora y exdiputada por el Partido Justicialista. Es la esposa de Eduardo Duhalde, expresidente de la Nación.

## Reseña biográfica

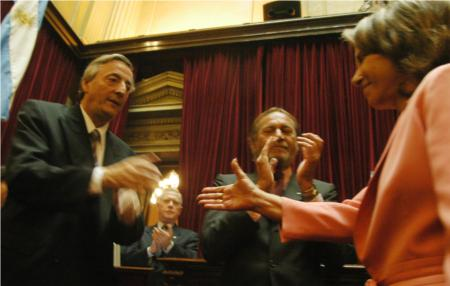
Hilda Duhalde junto a Néstor Kirchner en 2005.

Hilda Beatriz González es hija de Valentín Víctor González y de doña Josefa Giménez.
Egresó de la escuela secundaria como «maestra normal nacional». Se recibió de martillera pública en el Instituto Hammer (en Lomas de Zamora).
En 1997 fue elegida diputada, representando a la provincia de Buenos Aires, cargo para el que fue reelegida en 2003. En las elecciones de 2005 fue elegida senadora por la misma provincia por el Partido Justicialista, el cual concurrió a elecciones dividido. En esas elecciones, su principal oponente era la entonces primera dama Cristina Fernández de Kirchner. Chiche Duhalde encabezó el grupo de afiliados llamados duhaldistas, junto con algunos intendentes justicialistas. Si bien obtuvo alrededor del 25% de los votos y fue superada por su oponente, ella y muchos de sus partidarios obtuvieron bancas en el Senado.

## Vida personal
Eduardo Duhalde e Hilda Chiche González contrajeron matrimonio en San Vicente, provincia de Buenos Aires, el 28 de julio de 1971 y son padres de cinco hijos:
- Juliana Duhalde (n. 18 de mayo de 1972),
- Analía Duhalde (n. 24 de julio de 1973),
- María Eva Duhalde (n. 4 de noviembre de 1975),
- Agustina Duhalde (n. 2 de agosto de 1981) y
- Tomás Duhalde (n. 16 de noviembre de 1983).

## Controversias

### Polémica sobre el matrimonio entre personas del mismo género
En 2010, Chiche Duhalde realizó controvertidas declaraciones en medio del debate sobre la legalización del matrimonio entre personas del mismo sexo en Argentina. Rechazó de manera categórica la posibilidad de que gais y lesbianas puedan casarse y adoptar hijos:

Yo estoy absolutamente de acuerdo con la unión civil [de homosexuales], creo que los homosexuales tienen derecho a unirse si es que lo quieren, y tienen derecho a tener garantizados todos los derechos sucesorios, de pensión, de obra social. Pero no debemos confundirlo con lo que el orden natural indica. Me refiero a la naturaleza en su conjunto, a la hembra y el macho, al hombre y a la mujer, que tiene que ver con el sostenimiento de la especie. En ese sentido, si es unión civil acompaño, si es matrimonio no lo acompaño. [...]
[A los gais] hay que garantizarles los derechos a través de otras leyes, pero no que se considere un matrimonio. [...]
Por supuesto que tampoco [acepto que los gais puedan adoptar hijos]. Me van a decir ―y lo escucho muy habitualmente― que hay muchos chicos que viven muy mal en sus propios hogares, que son violados por su familia, que hay familias muy destruidas. Todo eso lo sabemos, pero el matrimonio lo que habilita es la adopción de dos personas del mismo sexo, y sinceramente no me parece bueno.
Chiche Duhalde

Además de rechazar de manera categórica la posibilidad de que gais y lesbianas puedan casarse y adoptar hijos, Chiche Duhalde cuestionó al diputado bonaerense Ricardo Cuccovillo, por entender que su postura favorable a la ley se debía a que el hijo de este es homosexual. La senadora declaró:

Cuando veo diputados que votaron a favor solo porque tienen un hijo homosexual, pienso que votaron según su problema en particular, y él tiene que legislar para todo el país.

Chiche Duhalde afirmó:

Habría que detener el tratamiento de esta ley y plantearse una consulta popular junto con la elección de 2011 y ver qué opina la sociedad. Porque si bien es un tema importante y trascendente, no es urgente.
Chiche Duhalde

Sus declaraciones fueron refutadas por la presidenta Cristina Fernández de Kirchner:

He escuchado que hasta se habla de una guerra de Dios, y algunos incluso han planteado la posibilidad de un plebiscito, sin tener en cuenta que estarían plebiscitando los derechos de una minoría. No quisiera que una ley permita que un funcionario ―amparándose en una cuestión de conciencia― pudiera decidir si atiende o no a una persona debido a su condición de gay o lesbiana, e incluso decida si permite que una persona pueda o no acceder a una fertilización asistida.
Cristina Fernández de Kirchner

### Polémica sobre una supuesta incapacidad de las mujeres para participar en política
Algo hace que la mujer sienta rechazo por la política. [Muchas] ingresan simplemente para obedecer al hombre que conduce. [...] La mujer no participa masivamente en política. Aún es más cosa de hombres. [...] Tiene que entrar en el debate nacional si la mujer, per se, está preparada a ejercer política. Tal vez la mujer está solo para acompañar al hombre.
Chiche Duhalde, agosto de 2013

Se manifestó en contra de la Ley de Cupo Femenino.

Yo fui crítica, pero después entendí que era una manera de fomentar que la mujer participara en política. Sin embargo con los años me di cuenta de que esa ley no había cumplido el objetivo buscado.
Chiche Duhalde, agosto de 2013

En ese año (2013), a 22 años de la sanción de la Ley de Cupo Femenino (en 1991), la presencia femenina en el Parlamento argentino superaba notablemente el 30 % establecido por ley, y el 38,5 % de las bancas eran ocupadas por mujeres.

### Vacunatorio vip
Chiche Duhalde recibió la vacuna contra el COVID-19 de forma privilegiada sin tener en cuenta criterios de salud sino criterios políticos.

## Cargos públicos
- Diputada de la Nación electa por la provincia de Buenos Aires. Mandato: 1997-2001, 2003-2005.[1]
- Senadora de la Nación electa por la provincia de Buenos Aires. Mandato: 2005-2011.[1]

## Funciones desempeñadas como diputada nacional
- presidenta de la Comisión de Asuntos Municipales.
- vocal de la Comisión de Industria.
- vocal de la Comisión de Turismo.
- vocal de la Comisión de Seguimiento de Sobornos en el Fútbol

## Otros cargos y funciones desempeñados
- Presidenta del Instituto Argentino para el Desarrollo Integrado. Universidad Nacional de Lomas de Zamora y Universidad Nacional de General San Martín. Período: octubre de 2003 a la fecha.
- Presidenta honoraria del Consejo Nacional de Coordinación de Políticas Sociales (de la Presidencia de la Nación). Período: enero de 2002 a mayo de 2003.
- Directora del Instituto Iberoamericano de Estudios sobre la Familia. Facultad de Ciencias Sociales. Universidad Nacional de Lomas de Zamora. Período: septiembre de 2000 a diciembre de 2001.
- Diputada de la Nación electa por el pueblo de la provincia de Buenos Aires. Mandato otorgado entre 1997 y 2001
- Cargos ocupados durante los años 1997 a 1999:
  - Presidenta de la Comisión de Familia, Mujer y Minoridad.
  - Secretaria de la Comisión de Discapacidad.
  - Vocal de la Comisión de Educación.
- Cargos ocupados durante los años 1999-2001:
  - Vocal en la Comisión de Familia, Mujer y Minoridad.
  - Vocal de la Comisión de Discapacidad
  - Miembro de la Secretaría de Comunicaciones del Bloque Justicialista.

## Proyectos destacados de su autoría como legisladora nacional
- Refinanciación de las deudas de los municipios contraídas en moneda extranjera con organismos internacionales.
- Modificación a la Ley Nacional de Puertos
- Delitos contra la Integridad Sexual.
- Creación del cargo de Defensor de los Derechos del Niño.
- Plan Familia Propietaria.
- Declaración de Interés Nacional de Juegos Tradicionales Infantiles para conservarlos y que no se pierdan (mancha, escondidas, sapo, etc).
- Régimen de Protección Integral de Menores.
- Sistema de Responsabilidad Penal de Menores.
- Creación del Programa Federal de Sexualidad Responsable.
- Creación del Programa Nacional contra todo tipo de Abuso y Explotación Sexual de Menores.
- Intercambio de información sobre juicios por crímenes de lesa humanidad con Colombia, México y Paraguay.
- Intercambio de información sobre paraísos fiscales.
- Foro de Negocios del MERCOSUR. Coordinadora de Asuntos de la Mujer. 1995. Organización integrada por representantes de Argentina, Brasil, Chile, Paraguay y Uruguay.
- Presidenta honoraria (1995-1999) del Consejo Provincial de la Familia y Desarrollo Humano.
- Presidenta (1991-1995) del Consejo Provincial de la Mujer de la Provincia de Buenos Aires, organismo responsable de los siguientes programas de promoción social y organización de la mujer bonaerense:[1]
  - Mujer de campo
  - Mujer isleña
  - Violencia familiar
  - Trabajadoras vecinales
  - Mujer microempresaria
  - Casa solidaria
  - Co-madres
  - Mujer y política
  - Manos bonaerenses
  - Plan nutricional "Vida" materno infantil de la provincia de Buenos Aires
  - Creación de una red solidaria de 35 000 trabajadoras vecinales
  - Fundadora y presidenta de la fundación Pueblo de la Paz.
  - Fundadora de la Casa de Día (centro para la atención e intervención de jóvenes adictos a las drogas).

## Libros y publicaciones
- 1998: Pobreza y Estado. Hacia un nuevo pacto social. Buenos Aires: Emecé.
- 2000: El nuevo pacto social, ponencia en la V Conferencia Iberoamericana sobre Familia. Madrid (España): UIOF (Unión Internacional de Organismos Familiares), septiembre de 2000.
- 2002: El Plan Vida. Buenos Aires: Temas, abril de 2002.
- 2003: De la emergencia social a la economía solidaria. Buenos Aires: Temas, mayo de 2003.